# Лёйма
Лёйма (алб. Lojma) — село в северо-восточной Албании. Входит в состав общины Запод округа Кукес, расположено в албанской части исторической области Гора.
Ближе всего к селу Лёйма располагаются горанские сёла Очикле и Цернолево, а также албанские сёла — Беля, Тея и Нимца. Беля находится к северу, Очикле и Цернолево — к востоку, Тея — к юго-востоку, а Нимца — к югу от Лёймы. К западу от села расположен горный массив Гяллица.

## История
Согласно рапорту главного инспектора-организатора болгарских церковных школ в Албании Сребрена Поппетрова, составленному в 1930 году, в селе Лёйма насчитывалось около 60 домов.